# لانكو
لانكو هي مدينة وبلدية في جنوب تشيلي، تقع في مقاطعة فالديفيا في إقليم لوس ريوس، على بعد حوالي 69 كم (43 ميلاً) شمال شرق فالديفيا بالطريق البري، بالقرب من نهر كروسيس.